# Archivio Gonzaga di Mantova

Stemma dei Gonzaga dal 1433

L'Archivio Gonzaga di Mantova contiene i documenti relativi alla dinastia dei Gonzaga e include sia carte di data anteriore all'avvento della famiglia al potere nel 1328 sia successive alla data di caduta della dinastia (1708) e conservati anticamente nella Magna Domus. Esso comprende l'archivio segreto del Marchesato di Mantova e successivamente del Ducato. Fu soggetto a due incendi nel 1413 e nel 1448 che distrussero importanti documenti.
Nel 1760 subì una prima sistemazione e classificazione che comprende ventidue classi (A-Z), ed una successiva iniziata nel 1775. Nel 1785 tutto l'archivio venne concentrato nelle sale inferiori del castello di San Giorgio, che assunse la denominazione di Archivio di Governo. Nel 1865 venne consegnato al municipio di Mantova e nel 1883 portato nel Palazzo degli Studi, dove attualmente si trova (Archivio di Stato di Mantova).

## Raccolte
- Archivio del Comune, ad iniziare dal XIII secolo;[5]
- Archivio dei Bonacolsi, comprendente documenti e atti del dominio della famiglia durato cinquant'anni. Importante è il Liber Privilegiorum, che raccoglie i privilegi e i titoli dei propri diritti, redatto nel 1291 circa;[6]
- Archivio dei Gonzaga, ad iniziare dal 1328, ma esistono importanti documenti anteriori a quella data, come il Registrum domini Mantue dal 1210 al 1355. Col crescere dell'importanza della famiglia l'archivio originario venne smembrato in Archivio piccolo, riguardante carte personali dei principi e della loro famiglia e Archivio grande o Cancelleria che conteneva tutti gli altri documenti. Questi archivi erano collocati in alcune stanze del castello di San Giorgio. L'Archivio piccolo venne ordinato e inventariato nel 1537 da Giacomo Daino, che creò anche una genealogia gonzaghesca e durò sino al 1543. Il duca Guglielmo Gonzaga nel 1576 volle proseguire la catalogazione, dopo che ai due archivi esistenti venne aggregato l'Archivio del Monferrato;[7]
- Archivio del Monferrato, che venne trasportato a Mantova dopo la morte dell'ultimo marchese del Monferrato Giovanni Giorgio (1533). La carte vennero passate alla Casa Savoia nel XVII secolo;[8]
- Archivio di Bozzolo e Sabbioneta, riunito a Mantova dopo l'incorporazione dei domini nel Ducato di Mantova nel 1703;[9]
- Archivio di Castiglione delle Stiviere, riunito a Mantova nel 1773, dopo la rinuncia del principe Luigi III Gonzaga a favore dell'Austria dei suoi territori;[10]
- Archivi di Reggio, Novellara e Bagnolo e Vescovato, al termine di rispettivi rami cadetti;[11]
- Archivi minori, comprende alcuni registri di documenti relativi ai beni francesi del Gonzaga e alcuni registri dell'Archivio di Guastalla, essendo questa città passata a due riprese nelle mani del duca di Mantova;[12]
- Archivio D'Arco, raggruppa i documenti lasciati per testamento del 1869 dal conte Carlo d'Arco;[13]
- Documenti dell'Ospedale di Mantova, consegnati nel 1877.[14]

## Classi
1. A - Riservati e cancelleria
2. B - Dominio della città e Stato di Mantova
3. C - Affari de' confini
4. D - Affari di famiglia dei principi dominanti di Mantova
5. E - Corrispondenza estera
6. F - Legislazione e sistemazione del governo
7. G - Affari di polizia
8. H - Finanze
9. I - Commercio e industria
10. K - Navigazione
11. L - Acque pubbliche e regali
12. M - Strade pubbliche e regali
13. N - Affari di posta
14. O - Affari della caccia
15. P - Materie ecclesiastiche
16. Q - Istruzione pubblica e belle arti
17. R - Affari delle comunità dello stato
18. S - Università degli Ebrei
19. T - Affari dei particolari
20. U - Tribunale di Giustizia e criminale e dipendenze
21. X - Affari militari
22. Y - Trattati
23. Z - Araldica